# Miškovići
Miškovići je malá přímořská vesnička v Chorvatsku, v Zadarské župě na ostrově Pag. Připadá do občiny Pag. Podle sčítání lidu z roku 2011 zde trvale žije 59 obyvatel.
Miškovići se nachází na ostrově Pag, po silnici asi 18 km od Pagu a 31 km od Zadaru. Miškovići leží na silnici D106.
Oblast Miškovići i Pagu bývá zasahována bórami, které zde bývají velice intenzivní. Bývá zde velice čisté moře, a tak je Miškovići často vyhledáváno turisty.
Miškovići bylo založeno počátkem 19. století rodinou Stupičićů (Miškovićů) z blízké vesnice Dinjiška. Do vzniku Jugoslávie se vesnice jmenovala Zdrijac. Jméno Miškovići je odvozeno od příjmení Stupičić a je přezdívkou tohoto příjmení. Dnes se mnoho obyvatel Miškovići jmenuje Mišković.